# تشو سو هيون
تشو سو هيون (بالكورية: 추수현)‏ هي ممثلة كورية جنوبية، ولدت يوم 5 مارس 1988 في غوانغجو في كوريا الجنوبية.

## روابط خارجية
- تشو سو هيون على موقع IMDb (الإنجليزية)
- تشو سو هيون على موقع قاعدة بيانات الفيلم (الإنجليزية)